# Miloš Crnjanski
Miloš Crnjanski (en serbi ciríl·lic Милош Црњански) (26 d'octubre 1893 - 30 de novembre 1977) va ser un dels escriptors més coneguts de l'avantguarda sèrbia. Va escriure poesia i moltes novel·les, i és considerat com el pare de la literatura sèrbia moderna.
Miloš Crnjanski va néixer el 26 d'octubre de 1893 a Čongrad (Hongria). El seu pare era Toma i la seva mare era María. Va estudiar filosofia i història de l'art a Viena, Belgrad i París. Va ser oficial a la Primera Guerra Mundial, era socialista i anarquista. El seu primer poema publicat va ser Sudba (Destí). El 1921 es va casar amb Vida Ružić. Entre 1935 i 1938 va viure a Alemanya, i entre 1939 i 1941 a Itàlia. Després se'n va anar cap a Londres. El 1965 va tornar a Belgrad.
Miloš Crnjanski va morir quan tenia 84 anys, el 30 de novembre de 1977. Algunes de les seves obres es van publicar després de la seva mort.

## Obres destacades
- Lirika Itake (1918)
- Dnevnik o Čarnojeviću (Diari de Čarnojevicu, 1921)
- Seobe (1929)
- Druga knjiga Seoba (1962)
- Lament nad Beogradom (1965)
- Kap španske krvi (1970)
- Roman o Londonu (1971)
- Knjiga o Mikelanđelu (1981) - a títol pòstum
- Embahade (1985) - a títol pòstum

## Reconeixement
Miloš Crnjanski va guanyar el premi NIN pel llibre Roman o Londonu, i també el premi Dis per la seva obra poética. Des de l'any 1981 existeix el premi que porta el nom de Miloš Crnjanski.